# Рас, Ян (футболист)
Ян Рас (нидерл. Jan Ras; род. 28 января 1999, Урк, Флеволанд) — нидерландский футболист, полузащитник.

## Клубная карьера
Рас — воспитанник клуба «Херенвен». 11 августа 2019 года в матче против «Фейеноорда» он дебютировал в Эредивизи.